# جورج كوستيجان
جورج كوستيجان (بالإنجليزية: George Costigan)‏ هو كاتب سيناريو وممثل بريطاني، ولد في 29 أغسطس 1947 في بورتسموث في المملكة المتحدة.

## وصلات خارجية
- جورج كوستيجان على موقع IMDb (الإنجليزية)
- جورج كوستيجان على موقع ألو سيني (الفرنسية)
- جورج كوستيجان على موقع ميوزك برينز (الإنجليزية)
- جورج كوستيجان على موقع أول موفي (الإنجليزية)
- جورج كوستيجان على موقع قاعدة بيانات الأفلام السويدية (السويدية)
- جورج كوستيجان على موقع قاعدة بيانات الفيلم (الإنجليزية)
- جورج كوستيجان على موقع كينوبويسك (الروسية)